# علوم الهندسة البيئية
علوم الهندسة البيئية (إي إي إس) مجال متعدد التخصصات لعلوم الهندسة يجمع بين العلوم الحيوية والكيميائية والفيزيائية مع مجال الهندسة. يتطلب هذا التخصص عادةً أن يأخذ الطالب دروس الهندسة الأساسية في مجالات مثل الديناميكا الحرارية والرياضيات المتقدمة والنمذجة الحاسوبية والمحاكاة والفصول التقنية في مواضيع مثل علم السكون والميكانيكا وعلم المياه وجريان الموائع. تُحدد الفصول الاختيارية في القسم العلوي مجالًا دراسيًا محددًا للطالب مع تقدمه العلمي، وذلك مع اختيار في مجموعة من الفصول المتعلقة بالعلوم والتكنولوجيا والهندسة.

## الاختلاف مع المجالات ذات الصلة
لم تُدرج علوم الهندسة البيئية بعد في المصطلحات الموجودة بين المتخصصين المهتمين بالبيئة، وذلك بصفتها برنامجًا حديث النشأة. يتشارك المنهج الدراسي لعلوم الهندسة البيئية في عدد قليل من كليات الهندسة التي تقدم هذا التخصص في عدد من الفصول الدراسية مع الهندسة البيئية أكثر من العلوم البيئية. يتبع عادةً طلاب علوم الهندسة البيئية منهجًا دراسيًا مشابهًا مع المهندسين البيئيين حتى تختلف مجالاتهم في العام الدراسي الأخير في الكلية. يجب أن يأخذ غالبية طلاب الهندسة البيئية فصولًا مصممة لربط معرفتهم بالبيئة بمواد البناء الحديثة وطرق البناء. ويهدف هذا العلم إلى توجيه مهندس البيئة إلى مجال سُيساعد فيه على الأرجح في بناء مرافق معالجة المياه، أو إعداد تقييمات الأثر البيئي أو المساعدة في التخفيف من تلوث الهواء من مصادر نقطية محددة.
يختار طالب علوم الهندسة البيئية في الوقت نفسه اتجاهًا لحياته المهنية. يمكن لهؤلاء الطلاب الانتقال من مجموعة المواد الاختيارية التي عليهم الاختيار من بينها إلى مجالات مثل تصميم مرافق التخزين النووي أو المفاعلات الحيوية البكتيرية أو السياسات البيئية. يجمع هؤلاء الطلاب بين خلفية التصميم العملي للمهندس والنظرية التفصيلية الموجودة في العديد من العلوم البيولوجية والفيزيائية.

## الوصف في الجامعات

### جامعة ستانفورد
يقدم قسم الهندسة المدنية والبيئية في جامعة ستانفورد الوصف التالي لبرنامجهم في الهندسة والعلوم البيئية: يركز برنامج الهندسة والعلوم البيئية (إي إي إس) على العمليات الكيميائية والحيوية التي تنطوي عليها هندسة جودة المياه، وتلوث المياه والهواء، والسيطرة على المواد الخطرة ومعالجتها، والتعرض البشري للملوثات، والتقانة الحيوية البيئية، وحماية البيئة.

### جامعة كاليفورنيا في بركلي
تُعرف كلية الهندسة في جامعة كاليفورنيا في بركلي علوم الهندسة البيئية، وفق ما يلي:
مجال متعدد التخصصات يتطلب دمج المبادئ الفيزيائية والكيميائية والحيوية مع التحليلات الهندسية المتعلقة بحماية البيئة واستعادتها. يتضمن البرنامج فصولًا مُقدمة من العديد من أقسام الحرم الجامعي لإنشاء نظام يعتمد بشكل صارم على العلوم والهندسة؛ خلال معالجة مجموعة واسعة للقضايا البيئية. على الرغم من وجود خيار دراسة الهندسة البيئية ضمن تخصص الهندسة المدنية، فإن منهج علوم الهندسة البيئية يوفر أساسًا أوسع في العلوم مما يوفره منهج الهندسة المدنية.

### معهد ماساتشوستس للتقانة
يُوصف التخصص في مناهج معهد ماساتشوستس للتقانة الدراسية وفق ما يلي:
يؤكد بكالوريوس العلوم في علوم الهندسة البيئية على العمليات الفيزيائية والكيميائية والحيوية الأساسية اللازمة لفهم التفاعلات بين الإنسان والبيئة. تشمل القضايا المطروحة توفير إمدادات المياه النظيفة والموثوقة، والتنبؤ بالفيضانات وحماية البيئة، وتطوير مصادر الطاقة المتجددة وغير المتجددة، ومعرفة أسباب تغير المناخ وآثاره، وتأثير الأنشطة البشرية على الدورات الطبيعية.

### جامعة فلوريدا
تُعرف كلية الهندسة في جامعة فلوريدا علوم الهندسة البيئية على النحو التالي:
حصل منهج هندسة البيئة للطلاب الجامعيين في (إي إي إس) على تصنيف القسم بصفته برنامجًا رائدًا في المرحلة الجامعية. تعتمد درجة البكالوريوس في الهندسة، والمعتمدة من قبل مجلس الاعتماد للهندسة والتقانة، بشكل شامل على المبادئ الفيزيائية والكيميائية والحيوية لحل المشاكل البيئية التي تؤثر على الهواء والأرض والموارد المائية. يوجه مخطط إرشادي يشمل أعضاء هيئة التدريس المختارين، بقيادة المنسق الجامعي، كل طالب في البرنامج.
تتمثل أهداف برنامج إي إي إس التعليمية في جامعة فلوريدا في إنتاج المختصين في الهندسة وطلاب الدراسات العليا الذين مضى على تخرجهم بين (3 - 5) سنوات:
الاستمرار في تعلم وتطوير وتطبيق معارفهم ومهاراتهم لتحديد المشكلات البيئية ومنعها وحلها، ومنحهم وظائف تفيد المجتمع نتيجة لخبراتهم التعليمية في العلوم والتحليل الهندسي والتصميم، وكذلك في دراساتهم الاجتماعية والثقافية.

التواصل والعمل بكفاءة في جميع بيئات العمل بما في ذلك تلك البيئات متعددة التخصصات.